# فلاديمير كومان
فلاديمير كومان جونيور (بالمجرية: Vladimir Koman Jr.) الشهير باسم فلاديمير كومان (مواليد 16 مارس 1989 في أوجهورود - الاتحاد السوفييتي) لاعب كرة قدم مجري يلعب في مركز الوسط المهاجم كما يجيد اللعب في مركز الجناح الأيمن والأيسر .

## روابط خارجية
- فلاديمير كومان على موقع الاتحاد الدولي (مؤرشف)  (الإنجليزية)
- فلاديمير كومان على موقع الاتحاد الأوربي (الإنجليزية)
- فلاديمير كومان على موقع اتحاد المجر (الهنغارية)
- فلاديمير كومان على موقع اتحاد تركيا (لاعب) (الإنجليزية)
- فلاديمير كومان على موقع قاعدة بيانات كرة القدم.إي يو (الإنجليزية)
- فلاديمير كومان على موقع ناشيونال فوتبول تيمز (الإنجليزية)
- فلاديمير كومان على موقع Soccerway.com (الإنجليزية)
- فلاديمير كومان على موقع عالم كرة القدم.نت (الإنجليزية)
- فلاديمير كومان على موقع كووورة